# Tony Bracke
Pour les articles homonymes, voir Bracke.
Tony Bracke, né le 15 décembre 1971 à Gand, est un coureur cycliste belge.

## Palmarès et résultats

### Palmarès par année
- 1993
  - 2e étape du Tour du Limbourg amateurs
- 1995
  - Tour du Limbourg amateurs :
    - Classement général
    - 2e étape

  - Flèche ardennaise
  - 2e et 4e étapes du Tour de la Région wallonne
- 1996
  - Grand Prix Beeckman-De Caluwé
- 1997
  - Tour of the Cotswolds
- 1998
  - Boucles de Seine Saint-Denis
  - Mémorial Thijssen
- 1999
  - Stadsprijs Geraardsbergen
- 2000
  - Grand Prix du 1er mai - Prix d'honneur Vic De Bruyne
  - Mémorial Thijssen
- 2006
  - 1re étape du Tour de la province de Namur
  - 2e de Romsée-Stavelot-Romsée
  - 3e du championnat de Belgique du contre-la-montre élites sans contrat
- 2007
  -  Champion de Belgique des élites sans contrat

### Classements mondiaux
| Année           | 2005  |
| --------------- | ----- |
| UCI Europe Tour | 1134e |